# Nancy Wexler
Pour les articles homonymes, voir Wexler.
Nancy Sabin Wexler (née le 19 juillet 1945 à Washington) est une généticienne américaine titulaire de la chaire de neuropsychologie Higgins à l'université Columbia. Elle est surtout connue pour sa découverte de la localisation du gène qui cause la maladie de Huntington (chorée de Huntington). Bien que titulaire d'un doctorat en psychologie clinique, Wexler choisit de travailler en génétique. Fille d'une malade de Huntington, avec une équipe travaillant au Venezuela, elle trouve le gène cause de la maladie et crée un test pour identifier les patients porteurs du gêne ou confirmer ceux atteints de la maladie. 

## Vie et travail
Son père était psychanalyste et psychologue clinicien et sa mère généticienne. À partir de 1963, Wexler étudie la psychologie à Radcliffe College puis obtient son doctorat en psychologie clinique à l'université du Michigan en 1974. Tout en étudiant à Radcliffe College, elle doit suivre un cours de biologie qui constitue sa seule formation en biologie. En 1968, son père crée la "Fondation des maladies héréditaires" (Hereditary Diseases Foundation) qui l'introduit auprès de scientifiques tels que généticiens et biologistes moléculaires. Elle étudie avec des  manuels scolaires et des conférences auxquelles elle assiste".
En 1976, le Congrès américain crée la Commission pour le contrôle de la maladie de Huntington et, dans le cadre de leur travail, Wexler et son équipe se rendent dans la région du lac de Maracaibo, au Venezuela en 1979, où les habitants ont un taux particulièrement élevé de chorée de Huntington. L'équipe y conduit des études durant une vingtaine d'années au cours desquelles ils recueillent plus de 4 000 échantillons de sang et se documentent sur 18 000 individus pour connaître leur généalogie commune. La découverte du gène à l'extrémité du chromosome 4 a conduit à l'élaboration d'un test de la maladie. Wexler est elle-même a priori patiente à risque, puisque sa mère a souffert de la maladie. Pour son travail, elle a reçu en 2007 la médaille Benjamin-Franklin en sciences de la vie.